# Demosistō
Demosistō (chinesisch 香港眾志 – „Wille der Massen in Hongkong“, etwa Steh für das Volk) war eine politische Partei in Hongkong.
Als Organisation des pro-demokratischen Lagers entstand sie unter anderem aus der Studentenbewegung Scholarism und den Protesten in Hongkong 2014 am 10. April 2016. Bei den Wahlen zum Hongkonger Legislativrat 2016 erhielt Demosistō einen Sitz.

## Programmatik
Demosistō steht in Opposition zur Regierungschefin der chinesischen Sonderverwaltungszone Hongkong Carrie Lam. Generalsekretär der Partei war vom Beginn 2016 bis Juni 2020 Joshua Wong, der international als Vorkämpfer der Proteste in Hongkong 2019 gesehen wurde. Als solcher sprach er u. a. mit dem deutschen Außenminister Heiko Maas und Mitgliedern des Kongresses der Vereinigten Staaten.

## Rücktritte und Auflösung Juni 2020
Wong sowie Nathan Law und Agnes Chow gaben am 30. Juni 2020 ihren Rücktritt aus der Partei bekannt, nachdem das Gesetz zum Schutz der nationalen Sicherheit in Hongkong durch den Ständigen Ausschuss des Nationalen Volkskongresses verabschiedet und eine politische Verfolgung daher wahrscheinlicher wurde. Noch am selben Tag gab die Partei als Ganzes ihre sofortige Selbstauflösung bekannt.

## Vorstand und Generalsekretär

### Vorsitzender
- Nathan Law, 2016–2018
- Ivan Lam, seit 2018

### Stellvertretender Vorsitzender
- Oscar Lai, 2016–2017
- Tiffany Yuen, 2017–2018
- Isaac Cheng, seit 2019[6]
- Aneta Pagáčová, seit 2019

### Generalsekretär
- Joshua Wong, 2016 bis Juni 2020

### Stellvertretende Generalsekretäre
- Agnes Chow, 2016–2017
- Kwok Hei-yiu, 2017–2018
- Chan Kok-hin, seit 2018